# いきものがかり吉岡聖恵のうたいろRadio
『いきものがかり吉岡聖恵のうたいろRadio』（いきものがかり よしおかきよえの うたいろラジオ）は、JFNC制作、一部のJFN系列のFMラジオ局で放送されているラジオ番組。
パーソナリティはいきものがかりのボーカル、吉岡聖恵。

## 概要
2011年10月から2019年7月まで約8年間に渡って放送された『いきものがかりのgarden★party』の後番組として、2019年7月6日に放送開始。
番組のキャッチコピーは『いきものがかりボーカル吉岡聖恵が、今現在の、等身大の、30代女性として、語りつくす30分。』
前番組ではいきものがかりメンバー全員での番組進行に対し、当番組では吉岡単独の進行となる。
2022年10月から2023年1月まで吉岡の産休中は『うたいろRadio～feat.水野良樹』と題し、同グループのリーダー、水野良樹が代理パーソナリティを担当した。

## 放送時間・ネット局
2025年6月現在。放送時間の早い順から掲載。全局「radiko（プレミアム含む）」で聴取可能。
| 放送対象地域   | 放送局名                                    | 放送時間                                        | 備考        |
| -------------- | ------------------------------------------- | ----------------------------------------------- | ----------- |
| 鳥取県・島根県 | エフエム山陰（V-Air）                       | 毎週土曜 9:00 - 9:30                            | [ 注釈 1 ]  |
| 石川県         | エフエム石川（HELLO FIVE）                  | 毎週土曜 9:30 - 9:55                            |             |
| 大分県         | エフエム大分（Air-Radio FM88）              | 毎週土曜 11:00 - 11:30                          | [ 注釈 2 ]  |
| 福島県         | エフエム福島（ふくしまFM）                  | 毎週土曜 11:30 - 12:00                          | [ 注釈 3 ]  |
| 長崎県         | エフエム長崎（FM Nagasaki）                 | 毎週土曜 11:30 - 12:00                          | [ 注釈 4 ]  |
| 群馬県         | エフエム群馬（FM GUNMA）                    | 毎週土曜 17:30 - 17:55                          | [ 注釈 5 ]  |
| 愛知県         | エフエム愛知（FM AICHI）                    | 毎週土曜 18:00 - 18:30                          | [ 注釈 7 ]  |
| 栃木県         | エフエム栃木（RADIO BERRY）                 | 毎週土曜 18:30 - 18:55                          |             |
| 兵庫県         | 兵庫エフエム放送（Kiss FM KOBE）            | 毎週土曜 18:30 - 18:55                          |             |
| 青森県         | エフエム青森（AFB）                         | 毎週土曜 18:30 - 18:55                          |             |
| 香川県         | エフエム香川（FM香川）                      | 毎週土曜 19:00 - 19:30                          | [ 注釈 9 ]  |
| 岩手県         | エフエム岩手（FMI）                         | 毎週土曜 19:30 - 20:00                          |             |
| 山形県         | エフエム山形（Rhythm Station）              | 毎週土曜 19:30 - 20:00                          |             |
| 長野県         | 長野エフエム放送（FM長野）                  | 毎週土曜 26:00 - 26:30 （日曜未明 2:00 - 2:30） |             |
| 徳島県         | エフエム徳島（FM TOKUSHIMA）                | 毎週日曜 9:00 - 9:30                            |             |
| 広島県         | 広島エフエム放送（HFM）                     | 毎週日曜 18:00 - 18:30                          |             |
| 熊本県         | エフエム熊本（FMK）                         | 毎週日曜 18:30 - 18:55                          |             |
| 沖縄県         | エフエム沖縄（FM沖縄）                      | 毎週日曜 19:25 - 19:55                          |             |
| 岡山県         | 岡山エフエム放送（FM OKAYAMA）              | 毎週日曜 22:30 - 22:55                          | [ 注釈 10 ] |
| 宮城県         | エフエム仙台（Date fm）                     | 毎週月曜 12:00 - 12:25                          | [ 注釈 11 ] |
| 宮崎県         | エフエム宮崎（JOY FM）                      | 毎週月曜 21:00 - 21:30                          |             |
| 福井県         | 福井エフエム放送（FM FUKUI）                | 毎週火曜 17:00 - 17:30                          | [ 注釈 12 ] |
| 富山県         | 富山エフエム放送（FMとやま）                | 毎週火曜 21:00 - 21:30                          |             |
| 三重県         | 三重エフエム放送（レディオキューブ FM三重） | 毎週水曜 20:00 - 20:30                          |             |
| 新潟県         | エフエムラジオ新潟（FM-NIIGATA）            | 毎週日曜 8:00 - 8:30                            | [ 注釈 13 ] |
| 山口県         | エフエム山口（FMY）                         | 毎週金曜 20:30 - 21:00                          |             |

### 過去のネット局
| 放送対象地域 | 放送局名                | 放送時間               | 備考            |
| ------------ | ----------------------- | ---------------------- | --------------- |
| 大阪府       | エフエム大阪（FM大阪）  | 毎週木曜 5:30 - 5:55   | 2024年3月終了。 |
| 秋田県       | エフエム秋田（AFM）     | 毎週土曜 9:00 - 9:30   | 2025年3月終了。 |
| 滋賀県       | エフエム滋賀（e-radio） | 毎週水曜 20:30 - 20:55 | 2025年3月終了。 |
| 佐賀県       | エフエム佐賀（FMS）     | 毎週土曜 20:00 - 20:30 | 2025年5月終了。 |